# Liste der Baudenkmale in Wietze
In der Liste der Baudenkmale in Wietze sind alle Baudenkmale der niedersächsischen Gemeinde Wietze im Landkreis Celle aufgelistet. Die Quelle der Einträge ist der Denkmalatlas Niedersachsen mit tw. Kürzungen. Der Stand der Liste ist der 4. Juni 2024.

## Allgemein
In den Spalten befinden sich folgende Informationen:
- Lage: die Adresse des Baudenkmales und die geographischen Koordinaten. Kartenansicht, um Koordinaten zu setzen. In der Kartenansicht sind Baudenkmale ohne Koordinaten mit einem roten Marker dargestellt und können in der Karte gesetzt werden. Baudenkmale ohne Bild sind mit einem blauen Marker gekennzeichnet, Baudenkmale mit Bild mit einem grünen Marker.
- Bezeichnung: Bezeichnung des Baudenkmales
- Beschreibung: die Beschreibung des Baudenkmales. Unter § 3 Abs. 2 NDSchG werden Einzeldenkmale und unter § 3 Abs. 3 NDSchG Gruppen baulicher Anlagen und deren Bestandteile ausgewiesen.
- ID: die Objekt-ID des Baudenkmales
- Bild: ein Bild des Baudenkmales, ggf. zusätzlich mit einem Link zu weiteren Fotos des Baudenkmals im Medienarchiv Wikimedia Commons. Wenn man auf das Kamerasymbol klickt, können Fotos zu Baudenkmalen aus dieser Liste hochgeladen werden:

## Hornbostel
| Lage                                       | Bezeichnung    | Beschreibung | ID       | Bild |
| ------------------------------------------ | -------------- | --- | -------- | ---- |
| Dorfstraße 5 52° 40′ 28″ N, 9° 50′ 21″ O   | Speicher       | Eingeschossiger, giebelständiger Fachwerkbau in Hochrähmzimmerung mit durchgezapften Ankerbalken unter hohlpfannengedecktem Satteldach. Vollständig verbrettert, das straßenseitige Giebelfeld kragt über profilierten Knaggen vor. Errichtet in erster Hälfte 18. Jh. | 33767308 |      |
| Dorfstraße 10 52° 40′ 31″ N, 9° 50′ 21″ O  | Schafstall     | Eingeschossiger, traufständiger und vollständig verbretterter Dreiständerbau mit zwei Längsdurchfahrten unter hohlpfannengedecktem Halbwalmdach. Errichtet 1708. | 33767329 |      |
| Dorfstraße 17 52° 40′ 31″ N, 9° 50′ 18″ O  | Speicher       | | 33767350 |      |
| Dorfstraße 20 52° 40′ 32″ N, 9° 50′ 27″ O  | Scheune        | Eingeschossige traufständiger Fachwerkdreiständerbau mit Backsteinausfachung unter Halbwalmdach, teilweise verbrettert. Errichtet 1736. 1855 in Längsrichtung erweitert. | 33767371 |      |
| Dorfstraße 23 52° 40′ 33″ N, 9° 50′ 24″ O  | Doppelwohnhaus | Eingeschossiger traufständiger Fachwerkbau mit Backsteinausfachung, auf Backsteinsockel unter Satteldach in roter Hohlziegeldeckung. Symmetrisch gegliederter Bau mit mittigem, übergiebeltem Zwerchhaus sowie giebelseitigen Eingängen. Errichtet 1880. Drempel 1907 aufgestockt. | 33767392 |      |
| Dorfstraße 23 52° 40′ 34″ N, 9° 50′ 25″ O  | Stall          | Eingeschossiger, langgestreckter Fachwerkbau mit Backsteinausfachung und auf Backsteinsockel unter Satteldach. Errichtet 1880. | 33767413 | BW   |
| Dorfstraße 36 52° 40′ 31″ N, 9° 50′ 42″ O  | Wohnhaus       | | 33767434 | BW   |
| Lerchenkamp 7 52° 40′ 23″ N, 9° 50′ 16″ O  | Alte Schule    | Eingeschossiger traufständiger Backsteinbau unter Halbwalmdach. Straßenfassade mit Musterbändern grün glasierter Ziegel verziert und ein auf abgerundeten Balkenköpfen leicht vorkragendes Zwerchhaus in Fachwerk mit Backstein-Ziersetzungen sowie seitlichen Zwerchgiebel. Fensteröffnungen unter Segmentbogen, seitlicher Eingang unter dem Zwerchhaus unter angedeutetem Spitzbogen. Seitlicher Eingang von drei schmalen Rundbogenfenstern überfangen. Errichtet 1907. | 33767453 | BW   |
| Schleusenweg 6 52° 40′ 35″ N, 9° 50′ 19″ O | Speicher       | Eingeschossiger Fachwerkbau in Hochrähmzimmerung mit durchgezapften Ankerbalken unter hohlpfannengedeckten Satteldach. Vollständig verbrettert. Vor 1699 errichtet, 1699 erstmals erweitert. | 33767474 | BW   |

## Jeversen
| Lage                                                 | Bezeichnung | Beschreibung | ID       | Bild |
| ---------------------------------------------------- | ----------- | --- | -------- | ---- |
| Allerstraße 4 52° 40′ 28″ N, 9° 50′ 21″ O            | Schafstall  | Eingeschossiger, holzverbohlter Dreiständerbau unter hohlpfannengedecktem Halbwalmdach und zwei Längsdurchfahrten. Errichtet 1737.                                                                                          | 33767495 | BW   |
| Bruchweg 6 52° 39′ 34″ N, 9° 46′ 20″ O               | Wohnhaus    | Eingeschossiger Fachwerkbau mit Backsteinausfachung unter hohlpfannengedecktem Halbwalmdach. Errichtet um 1850. | 33767538 | BW   |
| Schwarmstedter Straße 23 52° 39′ 36″ N, 9° 46′ 19″ O | Scheune     | Eingeschossiger Vierständer-Fachwerkbau mit Backsteinausfachung unter hohlpfannengedecktem Halbwalmdach, mit doppelter, seitlicher Längsdurchfahrt sowie Schwelle-Rähmverstrebungen in den Eckbereichen. Errichtet um 1850. | 33767559 | BW   |

## Wieckenberg
| Lage                                             | Bezeichnung               | Beschreibung | ID       | Bild           |
| ------------------------------------------------ | ------------------------- | --- | -------- | -------------- |
| Kreisstraße 5 52° 37′ 51″ N, 9° 50′ 13″ O        | Straße                    | Straße, bestehend aus einer 3,50 m breiten Kopfsteinpflasterfläche, einem 2 m breiten Fußweg und einem 5 m breiten „Sommerweg“ für die Viehtrift. Der Straßenverlauf wird in weiten Teilen von Birken gesäumt. Angelegt 1928. | 33767837 | BW             |
| Stechinellistraße 9 52° 38′ 5″ N, 9° 50′ 26″ O   | Wohn-/ Wirtschaftsgebäude | Eingeschossiger Vierständer-Fachwerkbau mit verputzter Backsteinausfachung unter ziegelgedecktem Halbwalmdach. Mittige Längseinfahrt im Norden, Wohnteil mit ausgebautem Giebel im Süden. Errichtet in zweiter Hälfte 19. Jh. | 33767623 |                |
| Stechinellistraße 9 52° 38′ 6″ N, 9° 50′ 24″ O   | Scheune                   | Eingeschossiger, holzverbohlter Dreiständerbau unter Halbwalmdach mit Hohlpfannendeckung. Mit seitlicher Längsdurchfahrt sowie Stalltüren auf hofzugewandter Traufenseite. Giebeldreiecke kragen über Zierknaggen vor. Errichtet Anfang 18. Jh. | 33767601 | BW             |
| Stechinellistraße 12 52° 38′ 2″ N, 9° 50′ 24″ O  | Stechinelli-Kapelle       | Eingeschossiger Fachwerksaal mit Backsteinausfachung unter ziegelgedecktem Halbwalmdach mit Dachreiter. Zum Dorfplatz hin Loggia mit hölzernen Säulen vorgelegt. Portal mit hölzerner Eingangstür unter Rundbogen sowie gemalter Ädikularahmung. Errichtet 1692-1699. Barockausstattung mit Rankenmalerei, 1911 wieder freigelegt. | 33767645 | Weitere Bilder |
| Stechinellistraße 14 52° 38′ 2″ N, 9° 50′ 26″ O  | Stall                     | Holzverbohlter traufständiger Dreiständerbau mit Längsdurchfahrt unter Halbwalmdach. Errichtet um 1800. | 33767665 |                |
| Stechinellistraße 14 52° 38′ 2″ N, 9° 50′ 27″ O  | Kutscherhaus              | Massiver Backsteinbau mit querliegendem Kopfbau. Ausgebauter Dachraum mit Stuben über Außentreppe erreichbar. Giebeldreiecke holzverschalt und springen leicht vor. Hofseitig eine Uhr, kleiner Dachreiter. | 33767751 | BW             |
| Stechinellistraße 14 52° 38′ 3″ N, 9° 50′ 27″ O  | Tor                       | Beidseitig der Einfahrt je ein aus Sandstein errichtetes Mauerstück mit obeliskbekrönten Torpfeilern, daneben auf der Mauerkrone Voluten mit Palmettendekor und kleine Sockel mit Kugelbekrönung über lisenenartigen Vorlagen. Auf den Torpfeilern jeweils ein Wappen mit Inschriften darüber. Errichtet 1688 (i). | 33767688 |                |
| Stechinellistraße 15 52° 38′ 3″ N, 9° 50′ 31″ O  | Schafstall                | Holzverbohlter traufständiger Dreiständerbau mit Längsdurchfahrt unter Halbwalmdach. Errichtet um 1800. | 33767709 | BW             |
| Stechinellistraße 16 52° 38′ 0″ N, 9° 50′ 30″ O  | Herrenhaus                | Zweigeschossiger, freistehender Backsteinbau unter Mansarddach. Eingeschossiger unterkellerter Anbau im Nordosten auf quadratischem Grundriss und vorgelagerten, gegenüber dem Garten erhöhter Vorgarten zum Eingangsbereich hin, durch Backsteinmauer gestützt wird. | 33767730 |                |
| Stechinellistraße 16 52° 38′ 3″ N, 9° 50′ 28″ O  | Zierbrunnen               | Zierbrunnen aus Sandstein. Rundes Becken von ca. 1,70 m Durchmesser mit profiliertem oberen Rand auf vorstehenden, schlichten Sockel. Zwei sich gegenüberstehende Postamente auf profiliertem Sockel und mit auskragender Deckplatte, darauf ionische Säulen mit verbindenem, mehrgliedrigem Architrav samt Wappen der von Stechinelli mit Helmzier und rahmenden Federn und Bekrönung in Form eines gesprengten Segmentgiebels mit Zahnschnittleisten. 1678 (i) errichtet, mehrfacher Standortwechsel und aktuell ohne Brunnenschacht. Im Jahre 1677 erwarb Francesco Maria Capellini das Gut. Nur der Barock-Brunnen ist davon noch erhalten. | 33767814 |                |
| Stechinellistraße 16 52° 37′ 57″ N, 9° 50′ 31″ O | Gutspark                  | Ehemaliger barocker Garten des Gutshofs. Zufahrtsachse zum Herrenhaus im Norden ist noch gut erkennbar. Erhalten sind Alleen mit Eichen und Hainbuchen. Im Osten trockengefallene Fischteiche. Im Park verteilt Sandsteinfiguren. Alter Baumbestand, waldartig. | 33767793 |                |

## Wietze
| Lage                                                  | Bezeichnung                          | Beschreibung | ID       | Bild |
| ----------------------------------------------------- | ------------------------------------ | --- | -------- | ---- |
| Am Kurhaus 1 52° 38′ 47″ N, 9° 51′ 43″ O              | Verwaltungsgebäude                   | Zweigeschossiger traufständiger Massivbau unter Satteldach. Fassadengliederung mit Lisenen aus hellen Steinen, verputzten Wandflächen sowie breiten übergiebelten Mittelrisalit in zwei Ebenen. Errichtet 1911 vom Kaliwerk Steinförde. Nach 1924 Nutzung als Kur- und Pflegeheim. | 33767858 | BW   |
| August-Höfener-Straße 52° 39′ 9″ N, 9° 50′ 27″ O      | Alter Friedhof                       | Im Osten von Wietze mit orthogonalem Wegesystem. Gedenkstelen mit Namensliste für 39 Tote, die unter den Folgen der nationalsozialistischen Gewaltherrschaft gestorben sind. Darunter Zwangsarbeiter polnischer und ukrainischer Herkunft. | 33767879 | BW   |
| August-Höfener-Straße 52° 39′ 11″ N, 9° 50′ 29″ O     | Alter Friedhof (Grabsteine)          | | 33767289 |      |
| Hackestraße 1 52° 39′ 22″ N, 9° 50′ 6″ O              | Wohnhaus                             | Zweigeschossiger Fachwerkbau auf verputztem, leicht vorspringenden Backsteinsockel unter ziegelgedecktem Walmdach. Horizontale Holzverschalung als Werksteinimitation, Fenster mit profilierten Holzleisten eingerahmt. Errichtet um 1880. Nach Norden massiver übergiebelter Anbau mit Mansarddach und eingeschossigem Erker straßenseitig von 1903. Holzverkleidung um 1910. | 33767921 |      |
| Hackestraße 4 52° 39′ 20″ N, 9° 50′ 3″ O              | Wohnhaus                             | Zweigeschossiger traufständiger Putzbau unter ziegelgedecktem Mansardflachdach. Symmetrische Fassadengliederung mit straßenseitigen übergiebelten Mittelrisalit in Zierfachwerk. Gebäudeecken durch andersfarbigen Quaderputz hervorgehoben. Im EG mit Segmentbogen-, im OG mit Rundbogenfenstern, durch profilierte Fensterrahmungen, im OG mit Säulen und Akanthusschmuck eingefasst. Errichtet um 1910. | 33767942 |      |
| Hornbosteler Straße 6 52° 39′ 27″ N, 9° 50′ 8″ O      | Wohnhaus                             | Eingeschossiger Backsteinbau auf hohem Backsteinsockel unter Krüppelwalmdach. Im Südteil Schweinestall mit angeschlossenem Wohnteil für den Hirten. Stalltüren und giebelseitiger Stalleingang sowie darüber liegende Ladeluke unter Segmentstürzen. Errichtet 1928. | 33767963 | BW   |
| Nienburger Straße 12 / 14 52° 39′ 21″ N, 9° 50′ 19″ O | Doppelhaus                           | Traufständiger eingeschossiger und unterkellerter Massivbau mit Zierfachwerk unter Walmdach mit ausgebautem DG. Symmetrische Fassadengliederung mit übergiebeltem Mittelrisalit und Rundbogenfenstern des verputzten EG, sowie paarweise angeordneten Segmentbogenfenstern im Giebeldreieck. Seitlich an die auf hohem Backsteinsockel und mit Zierfachwerk versehenen Schmalseiten schließen jeweils zweigeschossige Turmanbauten, im EG massiv, im OG in Zierfachwerk, unter Pyramidendächern an. Errichtet um 1910/20. | 33767985 |      |
| Nienburger Straße 16 / 18 52° 39′ 21″ N, 9° 50′ 17″ O | Doppelhaus                           | Traufständiger eingeschossiger und unterkellerter Massivbau mit Zierfachwerk unter Walmdach mit ausgebautem Dachgeschoss. Symmetrische Fassadengliederung mit übergiebeltem Mittelrisalit und Rundbogenfenstern des verputzten EG, sowie paarweise angeordneten Segmentbogenfenstern im Giebeldreieck. Seitlich an die auf hohem Backsteinsockel und mit Zierfachwerk versehenen Schmalseiten schließen jeweils zweigeschossige Turmanbauten unter Pyramidendächern an. Errichtet um 1910/20. | 33768027 | BW   |
| Nienburger Straße 20 / 22 52° 39′ 21″ N, 9° 50′ 16″ O | Doppelhaus                           | Traufständiger eingeschossiger und unterkellerter Massivbau mit Zierfachwerk unter Walmdach mit ausgebautem DG. Straßenseitig mit übergiebeltem Mittelrisalit und Rundbogenfenstern des verputzten EG, sowie paarweise angeordneten Segmentbogenfenstern im Giebeldreieck, Seiten auf hohem Backsteinsockel sowie Zierfachwerk in Giebeltrapezen. Straßenseitige Fassade der Hausnummer 22 wurde eingeschossiger traufständiger Vorbau unter Walmdach vorgelagert. An seitlichen Schmalseiten des Doppelhauses schließen versetzt eingeschossige Anbauten unter Satteldach und Zierfachwerk im Giebeldreieck an, die den erhöhten Eingangsbereich aufnehmen. Errichtet um 1910/20. | 33768069 |      |
| Nienburger Straße 24 / 26 52° 39′ 22″ N, 9° 50′ 15″ O | Doppelhaus                           | Traufständiger, eingeschossiger und unterkellerter Backsteinbau mit mittigem Zwerchhaus mit Zierziegelsetzungen unter Mansarddach. Erhöhte Eingangsbereiche an Schmalseiten in leicht abgerundeten Anbauten. Errichtet um 1910/20. | 33768111 |      |
| Nienburger Straße 29 52° 39′ 23″ N, 9° 50′ 0″ O       | Verwaltungsgebäude der DEA           | Zweigeschossiger Bau, im Westen als langgestreckter, traufständiger Teil mit zwei Zwerchhäusern und im Osten als höherer, giebelständiger Kopfbau. EG massiv mit dreiteiligen Fenstern in Putzumrahmungen, OG sowie die Giebelseiten, die leicht vorkragen, in Zierfachwerk ausgebildet. Errichtet um 1900. | 33768174 |      |
| Nienburger Straße 31 52° 39′ 22″ N, 9° 50′ 0″ O       | Wohnhaus                             | Auf L-förmigen Grundriss errichteter eineinhalbgeschossiger Bau unter Halbwalmdächern, im EG massiv, das OG sowie die Giebelseiten in Zierfachwerk. Traufständiger Mittelteil von quergestellten, giebelständigen Bauten eingefasst. Errichtet um 1910. | 33768153 |      |
| Nienburger Straße 34 / 36 52° 39′ 23″ N, 9° 50′ 11″ O | Doppelhaus                           | Auf unregelmäßigem Grundriss errichteter traufständiger verputzter Massivbau auf hohem abgeschrägten Sockel, mit Zierfachwerk in Giebeln und unter Sattel- und Walmdächern mit turmähnlichen Aufbau straßenseitig. Eingänge jeweils seitlich erhöht. Heterogene Fensterlandschaft mit mehrgliedrigen Fenstern unter Rundbogen mit profilierten Fenstergewänden im neugotischen Stil, im OG tw. paarweise, tw. zu dritt gruppiert. | 33768195 |      |
| Nienburger Straße 40 52° 39′ 26″ N, 9° 50′ 11″ O      | Wohn-/ Wirtschaftsgebäude            | Vierständerbau in Fachwerk mit Backsteinausfachung unter ziegelgedecktem Halbwalmdach. Wirtschaftsteil mit mittiger Längseinfahrt, vorkragendem Giebel und Schwelle-Rähm-Streben zur Aussteifung. Im rückwärtigen Wohnteil seitlicher Hauseingang mit Schwelle-Ständer-Streben. Errichtet 1777 (i). | 33768237 |      |
| Nienburger Straße 40 52° 39′ 26″ N, 9° 50′ 9″ O       | Scheune                              | Vierständerbau mit Backsteinausfachungen, Nordfassade verbrettert, mit zwei Längsdurchfahrten unter Halbwalmdach sowie Wagenschauer an östlicher Traufseite. Errichtet um 1777. | 33768277 | BW   |
| Nienburger Straße 40 52° 39′ 25″ N, 9° 50′ 14″ O      | Speicher                             | Allseitig holzverschalter Fachwerkbau in Hochrähmzimmerung, auf niedrigem Sockel, teilweise noch mit Feldsteinfundamenten unter Satteldach, traufseitig zwei Eingänge. Errichtet um 1750/1770. | 33768256 | BW   |
| Nienburger Straße 44 52° 39′ 24″ N, 9° 50′ 3″ O       | Schule                               | Freistehender zweigeschossiger traufständiger Backsteinbau unter ziegelgedeckten Walm- und Satteldächern. Hauptfassade wird durch Wechsel aus roten Backstein und gelb verputzten Wandflächen gestaltet, mit Horizontalgliederung durch grün lasierte Ziegel an Friesen und schräg gestellten Sohlbänken. Fenster- und Türöffnungen unter Segmentbögen, übergiebelter Risalit mit Fensterrose im Giebeldreieck. Großes Wandfeld mit Inschrift straßenseitig. | 33768298 |      |
| Nienburger Straße 50 52° 39′ 25″ N, 9° 49′ 56″ O      | ehemaliges Hotel Niedersachsen       | Freistehender zweigeschossiger Backsteinbau mit giebelständigem, vierachsigem Mittelbau unter Mansardgiebeldach sowie rückwärtig traufständig gestellten Gebäudeteil unter Satteldach. Giebelfelder aus Fachwerk, die Tür- und Fensteröffnungen unter Segmentbogen. | 33771161 |      |
| Schachtstraße 76 52° 39′ 46″ N, 9° 48′ 29″ O          | Verwaltungsgebäude und Halle der DEA | Große Produktionshalle in Ost-West-Ausrichtung mit massiven Außenwänden, verputzt und mit schlichter Gestaltung, gebaut um 1915, daran im Süden angebaut zweigeschossiger Massivbau unter ausgebautem Mansarddach mit Fledermausgauben von 1922. EG sowie Brüstungszone mit rotbraunem Klinker verblendet und mittels Ziersetzungen gestaltet, OG verputzt und durch pilasterartige Wandgliederungen strukturiert. Als Portal gestalteter Haupteingang am Südgiebel sowie weitere Seiteneingänge an Längsseiten. | 33768338 | BW   |
| Steinförder Straße 12 52° 39′ 13″ N, 9° 50′ 31″ O     | Ehrenmal                             | Auf dreistufigen Podest mit quadratischer Grundfläche errichtetes Kreuz aus Granit von 1918, das an die Gefallenen des Ersten Weltkrieges erinnert. Bildmotiv zeigt eichenlaubumkränztes zerbrochenes Schwert, die Jahreszahlen 1914 und 1918 sowie Inschrift. 1960 durch Steinplatten ergänzt, auf denen die Namen der Gefallenen des Zweiten Weltkrieges eingelassen sind. | 33768357 |      |
| Steinförder Straße 49 52° 39′ 1″ N, 9° 50′ 51″ O      | Wohn-/ Wirtschaftsgebäude            | Eingeschossiger Vierständer-Fachwerkbau unter Halbwalmdach. Fachwerkgefüge mit Backsteinausfachung, dreifeldigen Schwelle-Rähm-Streben zur Eckaussteifung sowie mittiger Längseinfahrt. Südgiebel mit Inschriften auf Torsturz und Rähm. Errichtet 1806. Giebelfront erneuert vor 1914, rückwärtig EG der Giebelseite massiv ersetzt. | 33768419 |      |
| Steinförder Straße 49 52° 39′ 1″ N, 9° 50′ 52″ O      | Speicher                             | Eingeschossiger verbohlter Bau unter Satteldach mit zwei hofseitigen Eingängen, Anbau als niedriger verbohlter Bau unter flacherem Satteldach. | 33768440 | BW   |
| Steinförder Straße 49 52° 39′ 2″ N, 9° 50′ 50″ O      | Stall                                | Langgestreckter, eingeschossiger Fachwerkbau mit Backsteinausfachungen unter Hohlpfannengedecktem Satteldach. Hofseitig Zwerchhaus mit Ladeluke sowie Fensteröffnungen unter Stichbogen und mehrere Holztüren. Errichtet um 1850. | 33768463 | BW   |
| Steinförder Straße 49 52° 39′ 2″ N, 9° 50′ 51″ O      | Backhaus                             | Eingeschossiger Massivbau aus rotem Backstein unter Satteldach. Symmetrische Fassadengliederung mit mittigen Eingang sowie jeweils einer flankierenden Fensteröffnung unter Stichbogen. Errichtet 1922. | 33768484 | BW   |
| Steinförder Straße 60 52° 38′ 57″ N, 9° 50′ 55″ O     | Wohn-/ Wirtschaftsgebäude            | Traufständiger Vierständer-Fachwerkbau unter Halbwalmdach. Fachwerkgefüge mit Backsteinausfachung, dreifeldigen Schwelle-Rähm-Streben zur Eckaussteifung sowie mittiger Längseinfahrt. Südgiebel mit Inschriften auf Torsturz und Rähm. Errichtet 1806 (i). | 33768505 |      |
| Steinförder Straße 60 52° 38′ 56″ N, 9° 50′ 57″ O     | Scheune                              | Freistehender eingeschossiger Dreiständerfachwerkbau unter Dreiviertelwalm. Fachwerkgefüge mit Backsteinausfachung und Schwelle-Ständerstreben zur Eckaussteifung. Zu zwei Drittel und im Bereich der Giebeltrapeze mit Holzbohlen versehen. | 33768524 | BW   |
| Steinförder Straße 126 52° 38′ 47″ N, 9° 51′ 57″ O    | Villa Steinförde                     | Freistehender traufständiger ein- bis zweigeschossiger verputzter Massivbau auf Souterrain mit hohem Backsteinsockel, Zierfachwerk in den Giebeltrapezen, Buntglasfenstern und umfangreicher bauzeitlicher wandfester Ausstattung unter Krüppelwalmdach mit tief herabgezogenem Dach nach Norden. Erbaut 1910/11. | 33768543 |      |
| Unter den Eichen 2 52° 39′ 27″ N, 9° 50′ 0″ O         | Scheune                              | Freistehender eingeschossiger Fachwerkbau unter Dreiviertelwalm. Allseitig mit vertikalen Holzbohlen verkleidet und besitzt zwei Längsdurchfahrten. Hofseitiges Giebeldreieck kragt vor, wobei Balkenköpfe von Zierknaggen gestützt werden. Errichtet 1709. | 33768562 | BW   |

### Erdölmuseum
Schwarzer Weg 7–9

| Lage                        | Bezeichnung     | Beschreibung | ID       | Bild |
| --------------------------- | --------------- | --- | -------- | ---- |
| 52° 39′ 35″ N, 9° 49′ 58″ O | Kehrradantrieb  | Der Kehrradantrieb wurde um 1903 aufgebaut und besitzt zwölf Anschlussmöglichkeiten für Tiefpumpen. Die vier noch bestehenden Bohrlöcher sind über Feldgestänge mit dem Kehrradantrieb verbunden. Die Drehbewegung des großen, von einem Elektromotor angetriebenen Tellerrades wird mit Hilfe einer Kurbel unter dem Rad und einer Pleuelstange in Horizontalbewegungen umgewandelt. Das Feldgestänge wird im Gelände über Rollen umgelenkt, an denen die Feldgestänge partiell durch Ketten ersetzt werden. | 50078329 | BW   |
| 52° 39′ 36″ N, 9° 50′ 0″ O  | Bohrturm HW 99  | Der im Südosten der Förderanlagen gelegene Bohrturm wurde 1909 für die Hannoversch-Westfälischen Erdölwerke errichtet. Die bauliche Anlage des Bohrturms umfasst einen Tiefpumpenbock samt Winkelhebel zum Anschluss an den Kehrradantrieb, eine Bohrlochverflanschung mit seitlichem Abgang zur erdverlegten Feldleitung, ein Steigrohr- und Pumpgestängelager östlich des Förderturms, sowie die hölzerne Bockkonstruktion des Förderturms über dem Bohrloch. Die Ölförderung des Bohrturms HW 99 wurde um 1960 eingestellt, das Bohrloch wurde 1961 verfüllt; die oberen 15 m blieben dabei als Museumsbohrung erhalten.                                               | 50078285 | BW   |
| 52° 39′ 36″ N, 9° 50′ 1″ O  | Bohrturm HW 282 | Der Ostrand der Förderanlagen gelegene Bohrturm wurde 1930 für die Hannoversch-Westfälischen Erdölwerke errichtet. Die bauliche Anlage des Bohrturms umfasst einen Tiefpumpenbock samt Winkelhebel zum Anschluss an den Kehrradantrieb, eine Bohrlochverflanschung mit seitlichem Abgang zur erdverlegten Feldleitung, ein Steigrohr- und Pumpgestängelager östlich des Förderturms, sowie die hölzerne Bockkonstruktion des Förderturms über dem Bohrloch. Die Ölförderung des Bohrturms HW 282 wurde im März 1961 eingestellt, das Bohrloch wurde 1961 verfüllt; die oberen 15 m blieben dabei als Museumsbohrung erhalten.                                             | 50078305 | BW   |
| 52° 39′ 36″ N, 9° 49′ 58″ O | Bohrturm M 184  | Der am Westrand der Förderanlagen gelegene Bohrturm wurde 1909 für die Niederländische Firma Maatschappij tot Exploitatie van Oliebronnen errichtet. Die bauliche Anlage des Bohrturms umfasst einen Tiefpumpenbock samt Winkelhebel zum Anschluss an den Kehrradantrieb, eine Bohrlochverflanschung mit seitlichem Abgang zur erdverlegten Feldleitung, ein Steigrohr- und Pumpgestängelager östlich des Förderturms, sowie die hölzerne Bockkonstruktion des Förderturms über dem Bohrloch. Die Ölförderung des Bohrturms M 184 wurde im Juli 1960 eingestellt, das Bohrloch wurde 1961 verfüllt; die oberen 15 m blieben dabei als Museumsbohrung erhalten.            | 50077794 |      |
| 52° 39′ 36″ N, 9° 50′ 0″ O  | Bohrturm M 398  | Der im Nordwesten der Förderanlagen gelegene Bohrturm wurde 1929–30 für die Niederländische Firma Maatschappij tot Exploitatie van Oliebronnen errichtet. Die bauliche Anlage des Bohrturms umfasst einen Tiefpumpenbock samt Winkelhebel zum Anschluss an den Kehrradantrieb, eine Bohrlochverflanschung mit seitlichem Abgang zur erdverlegten Feldleitung, sowie die hölzerne Bockkonstruktion des Förderturms über dem Bohrloch. Die Ölförderung des Bohrturms M 398 wurde um 1960 eingestellt, das Bohrloch wurde 1961 verfüllt; die oberen 15 m blieben dabei als Museumsbohrung erhalten. Der Förderturm musste 1972 nach einem Sturmschaden neu errichtet werden. | 50078254 | BW   |
| 52° 39′ 36″ N, 9° 49′ 59″ O | Erdöltanks      | Am Nordwestrand der Erdölförderanlagen eine Batterie aus drei eisernen Öltanks, durch Erdwall eingefriedet. Sie dienten als Absetzbecken für Salzwasser. | 50078350 | BW   |
| 52° 39′ 36″ N, 9° 49′ 59″ O | Ölfeldwinde     | Bahnanlage, kurze Gleistrasse mitsamt darauf zwischen den Bohrlöchern verfahrbaren Windenwagen. | 50078452 | BW   |
| 52° 39′ 36″ N, 9° 49′ 59″ O | Transportpumpe  | Am Südrand der Erdölförderanlagen steht auf den Fundamentresten der ehemaligen Pumpenstation noch die etwa 1910 dort aufgestellte Transportpumpe. Die Pumpe wurde nach dem Bau der Allertal-Eisenbahn aufgestellt, um aufbereitetes Reinöl aus dem Erdölfeld zum Tanklager am Bahnhof Wietze zu pumpen. | 50078370 | BW   |

## Bodendenkmale
| Lage | Bezeichnung   | Beschreibung | ID       | Bild |
| --- | ------------- | --- | -------- | ---- |
| westlich von Jeversen südlich der Schwarmstedter Straße 52° 39′ 57″ N, 9° 44′ 35″ O                       | Grabhügel     | Grabhügel mit einem Durchmesser von circa 13 Meter und einer Höhe von circa 1,2 Meter. In der Mitte des Hügels befindet sich eine kleine Mulde. | 28927056 | BW   |
| östlich von Jeversen nördlich der Schwarmstedter Straße bei dem Alten-Holzweg 52° 39′ 42″ N, 9° 47′ 23″ O | Grabhügelfeld | Circa 12 Grabhügel mit Durchmessern von circa 8 bis 20 Meter und Höhen bis circa 1,8 Meter.                                                     | 28927182 | BW   |